# Conexibacter arvalis
Conexibacter arvalis es una especie de  bacteria grampositiva del género Conexibacter. Fue descrita en el año 2012. Su etimología hace referencia a campo de cultivo. Es aerobia y móvil con un flagelo largo. Tiene un tamaño de 0,8-1 μm de ancho por 1,6-2,3 μm de largo. Catalasa positiva y oxidasa negativa. Temperatura de crecimiento entre 5-46 °C, óptima de 28-38 °C. Crece bien en agar R2A. Forma colonias de color blanco-marfil. Es sensible a los antibióticos: ampicilina, cloranfenicol, polimixina, tetraciclina y tobramicina. Resistente a aztreonam, ceftazidima, ciprofloxacino, eritromicina, norfloxacino, oxacilina, imipenem y ácido nalidíxico. Tiene un contenido de G+C de 74-75%. Se ha aislado del suelo de un campo en Japón. 